# گرد کولان
گرد کولان، روستایی است از توابع بخش لاجان و در شهرستان پیرانشهر استان آذربایجان غربی ایران.

## جمعیت
این روستا در دهستان لاهیجان غربی قرار داشته و بر اساس سرشماری سال ۱۳۸۵ جمعیت آن ۲۰۷ نفر (۳۱ خانوار)
بوده‌است.